# Vila Praia de Âncora
Pour les articles homonymes, voir Ancora.
Vila Praia de Âncora est une paroisse civile portugaise (en portugais : freguesia) de la municipalité de Caminha dans le district de Viana do Castelo.

## Géographie
Vila Praia de Âncora est située sur la côte Atlantique, dans le nord du Portugal. Elle est connue pour sa plage.
La paroisse s'étend sur une superficie de 8,15 km2. Elle est délimitée au sud par la rivière Âncora, qui sépare Vila Praia de Âncora de la paroisse voisine d'Âncora.
Elle est notamment desservie par l'autoroute A28, qui passe à l'est de la ville sur le territoire de Riba de Âncora, et par le chemin de fer, la halte d'Âncora-Praia se situant dans son centre-ville

## Histoire
Les premières mentions de la paroisse remontent au Xe siècle, sous le nom de Gontinhães.
La loi no 1616 du 5 juillet 1924 élève la paroisse au rang de ville (vila) et lui donne son nom actuel de Vila Praia de Âncora, (« ville-plage d'Âncora »).

## Démographie
Lors du recensement de 2021, Vila Praia de Âncora compte 4 623 habitants. C'est alors la paroisse la plus peuplée de la municipalité de Caminha, qui regroupe 15 797 habitants, devant le siège de la municipalité Caminha (Matriz) e Vilarelho (2 373 habitants).

## Personnalités
- Quim Barreiros, chanteur né à Vila Praia de Âncora[2].